# Luhov (Brniště)
Luhov (německy Luh) je malá vesnice, část obce Brniště v okrese Česká Lípa. Nachází se asi 3,5 kilometru jihovýchodně od Brniště.

## Historie
První písemná zmínka o vesnici pochází z roku 1543.

## Umístění
Luhov leží v katastrálním území Luhov u Mimoně o rozloze 6,48 km². V katastrálním území Luhov leží i Nový Luhov, z kopců nevysoký Ptačí vrch (389 m.) a Černý vrch (344 m.).

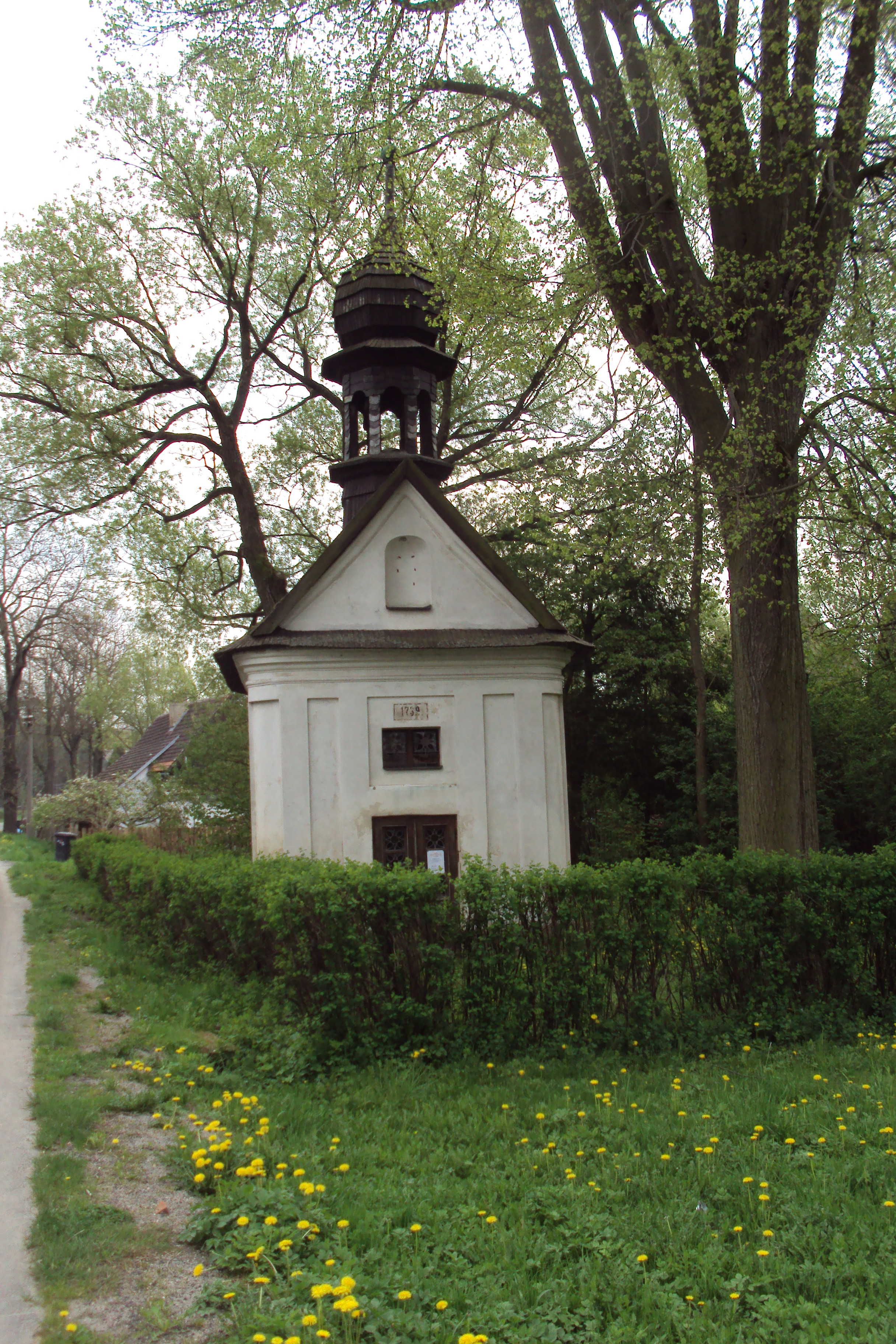
Kaple Nejsvětější Trojice v Luhově

Necelý jeden kilometr severozápadním směrem je vzdálena železniční stanice Brniště na trati Liberec – Česká Lípa, jeden kilometr severně se tyčí kopec Tlustec s čedičovým kamenolomem. Přes Luhov vede odbočka trati k území uranové těžby (těžba utlumena) u Stráže pod Ralskem. Ve vsi u silnice mezi Brništěm a Stráží stojí kaple Nejsvětější Trojice z roku 1739, patřící pod farní úřad v Mimoni. Na katastru Luhova východním směrem k Stráži pod Ralskem se rozkládá také vesnička Sedliště.